# 1-ша бригада спеціальної служби (Велика Британія)
1-ша бригада спеціальної служби (англ. 1st Special Service Brigade), пізніше 1-ша бригада командос (англ. 1st Commando Brigade) — військове з'єднання, бригада спеціального призначення Великої Британії, що існувала під час Другої світової війни. Формування включало елементи Британської армії (в тому числі британських командос) та Королівської морської піхоти.

## Історія

### Створення частини
17 липня 1940 року прем'єр-міністр Великої Британії В.Черчилль, який був переконаним прихильником командос, призначив на посаду директора штабу об'єднаних операцій, відповідального за проведення спеціальних рейдових, диверсійних та десантних операцій на територіях, зайнятих противником, й якому підпорядковувалися усі утворені формування командос, свого старого товариша адмірала флоту Роджера Кіза.

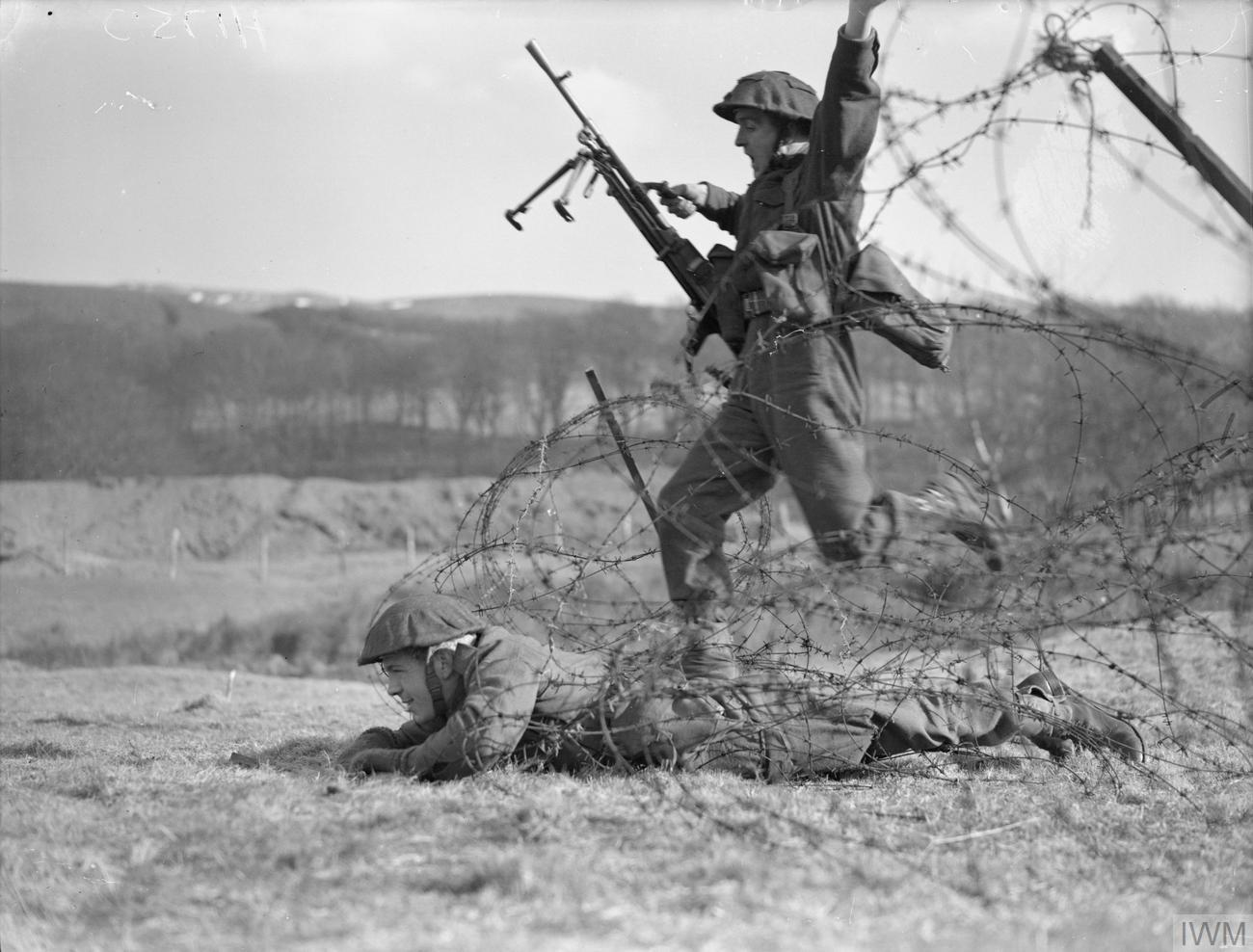
Заняття з тактики дій підрозділів командос у навчальному центрі в Шотландії поблизу селища Спін Брідж. 28 лютого 1942

Перші групи комплектувалися виключно за рахунок набору добровольців з Британської армії, до того ж з переліку частин, що дислокувалися на території островів, а також з тих, хто служив у розформованих окремих рот Територіальної армії, що билися в Норвегії.
До восени 1940 року британський штаб об'єднаних операцій набрав більше ніж 2 000 добровольців, й в листопаді з них була сформована бригада спеціальної служби чотиризагонового складу на чолі з бригадиром Дж. Гайдоном. Незабаром бригада розрослася до 12 самостійних підрозділів спеціального призначення, яких почали іменувати підрозділ або загін командос.
Кожний такий окремий підрозділ очолювався підполковником й налічував 450 осіб особового складу, та у свою чергу поділявся на бойові групи (роти) по 75 чоловіків, що складалися з 5 бойових секцій по 15 командос відповідно. Фігурально усі добровольці відряджалися до підрозділів командос, та офіційно лічилися у штаті власних полків та відповідно носили полкові знаки розрізнення.

### Участь у боях

#### Операція «Клеймор»
4 березня 1941 року 1-ша бригада спеціальної служби провела першу масштабну рейдову операцію під кодовою назвою «Клеймор» з території Британських островів. Операція «Клеймор» проводилася силами загонів No. 3 та No. 4 британських командос з метою нападу на окуповані німцями норвезькі Лофотенські острови із залученням компоненту від Королівського ВМФ.
Безпосередньо командування десантом та рейдом командос бригади спеціальної служби керував бригадир Дж. Гейтон, який мав у своєму підпорядкуванні 250 осіб із загону No. 3 під командуванням майора Дж. Данфорда-Слетера та 250 осіб загону No. 4 на чолі з підполковником Д. Лістером. На підтримку рейдовим діям Королівські інженери виділили секція підривників з 55-ї інженерної роти з другим лейтенантом Х.Тернером. Британський флот та командос підтримували норвезькі вояки під керівництвом капітана М.Лінге.

Допомога пораненому командос. Операція «Арчері». 27 грудня 1941

У наслідок проведеної атаки, британські командос затопили транспортні та вантажні судна, сумарною водотоннажністю 18 000 тонн. Також було знищено декілька об'єктів промисловості, загалом близько 3 600 м3 риб'ячого жиру та парафіну для потреб індустрії було знищено. Британські військовики захопили в полон 228 осіб, зокрема 7 — матросів Крігсмаріне, 3 — із Сухопутних військ, 15 — з Люфтваффе, 2 — з СС, 147 — з торговельного флоту Рейху та 14 — цивільні особи.
Однак, найціннішим здобутком операції стало захоплення частки деталей до шифрувальної машини «Енігма» та шифрувальних блокнотів. Командос спромоглися підняти ці «коштовності» з борту затонулого траулера «Кребса». Ця цінна здобич суттєво допомогла Урядовій школі кодів та шифрів Великої Британії в Блечлі-Парк зламати коди нацистів та викрити дешифрувальникам основні райони зосередження «вовчих зграй» U-Boot.

#### Операція «Арчері»
27 грудня 1941 року силами загону No. 3 1-ї бригади за підтримки кораблів британського флоту була проведена чергова спеціальна операція, під кодовою назвою «Арчері» з метою дезорганізації тилу німецьких військ на окупованому ними норвезькому острові Вогсей у Согн-ог-Ф'юране.
Із самого початку висадки операція пішла трохи не за планом, командуванню довелось імпровізувати по ходу розвитку ситуації. Німці швидко отямились від несподіваного «Різдвяного» нападу та вчинили опір британським і норвезьким командос. У місті зав'язалась кривава сутичка між британськими та німецькими солдатами, яка швидко перетворилась на бій за кожну вулицю та дім. Підполковник Джон Дарнфорд-Слейтер віддав наказ на висадку свого резерву — 4-ї групи та здійснив маневр силами й засобами, зосередивши в місті більше своїх військ. Близько 14:00 британці практично завершили виконання завдань — були знищені чотири фабрики, запаси риб'ячого жиру, склади боєприпасів та палива противника, а також об'єкти, що становили певну цінність для німців. Місто палало у вогні. Британські кораблі тим часом вогнем своїх гармат знищили або серйозно пошкодили 9 суден і кораблів противника. Однак у сум'ятті битви загинув командир норвезьких командос капітан Лінге Мартін.
За результатами рейду операція пройшла вдало з виконанням усіх визначених завдань: усі споруди, об'єкти, що становили цінність для оборонної промисловості Третього Рейху були знищені або виведені на тривалий час з ладу; були потоплені 9 кораблів і суден сумарним тоннажем 15 000 тонн та чотири ворожих бомбардувальники «Хейнкель». У бою знищено 150 німецьких солдатів, 98 — захоплено у полон, 71 норвежець перевезені до Британії, де вони приєднались до норвезького руху опору.
Британський флот не зазнав значних втрат, тільки крейсер «Кеніа» дістав пошкоджень, загинуло 4 матроси і ще чотири — поранені. Були збиті німцями 11 літаків союзників. У боях безпосередньо в зоні висадки загинуло 17 командос, ще 53 дістали поранень.

#### Операція «Колісниця»

1-ша бригада спеціальної служби на чолі з командиром бригадиром Лордом Ловатом висаджується на плацдарм «Сорд». Операція «Нептун». 6 червня 1944

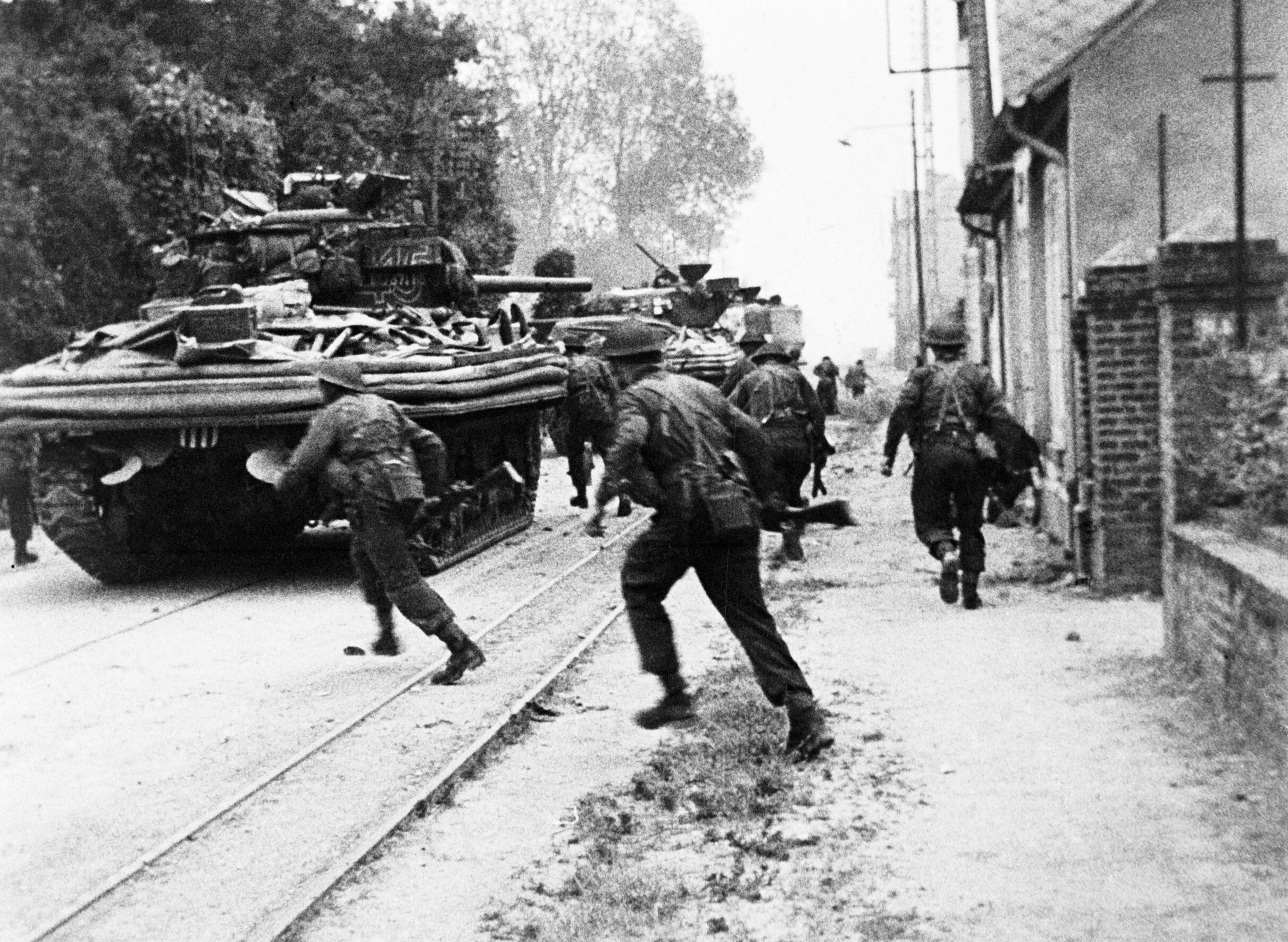
Британські командос зі складу загону No. 4 ведуть вуличний бій під прикриттям плаваючих танків Sherman DD у місті Уїстреам. Плацдарм «Сорд». 6 червня 1944

У березні 1942 року загін No. 2, посилений фахівцями-підривниками із загонів 1, 3, 4, 5, 6, 9 та 12 очолив основну ударну групу при проведенні одної з найславетніших операцій в історії військ спеціального призначення — операції «Колісниця», або, так званий рейд на морський порт Сен-Назер.
Списаний британський есмінець «Кемпбелтаун» був начинений 4,25 тоннами вибухівки (в трюмі були зацементовані 24 глибинні бомби «Mark VII»), рухаючись поздовж атлантичного узбережжя Франції, у супроводі 18 кораблів забезпечення та підтримки, приховано підійшов до морського порту Сен-Назер і далі з розгону врізався у ворота потужного Нормандського сухого доку. У цей час, скориставшись рейвахом, що виник на місці події, командос сміливими діями вивели з ладу значну кількість об'єктів морського порту. Через 8 годин, встановлений на сповільнене підривання вибуховий пристрій, вибухнув, вщент зруйнувавши обладнання доку, вбивши 360 німецьких солдатів, й унеможливив його відновлення до кінця світової війни. У цій операції взяв участь 241 командос, 64 з них загинули в боях з противником чи зникли безвісти; ще 109 — потрапили у полон. Два командос, серед п'яти нагороджених за цей рейд, підполковник Огастес Чарльз Ньюмен та сержант Томас Дюрран, отримали вищу нагороду — Хрест Вікторії. Ще 80 командос були відзначені за сміливість та відвагу іншими нагородами.

#### Операція «Нептун»
Для забезпечення повномасштабного вторгнення на континентальну Європу до складу морського десанту було включене дві бригади спеціальної служби, які мусили діяти у складі передових сил вторгнення.

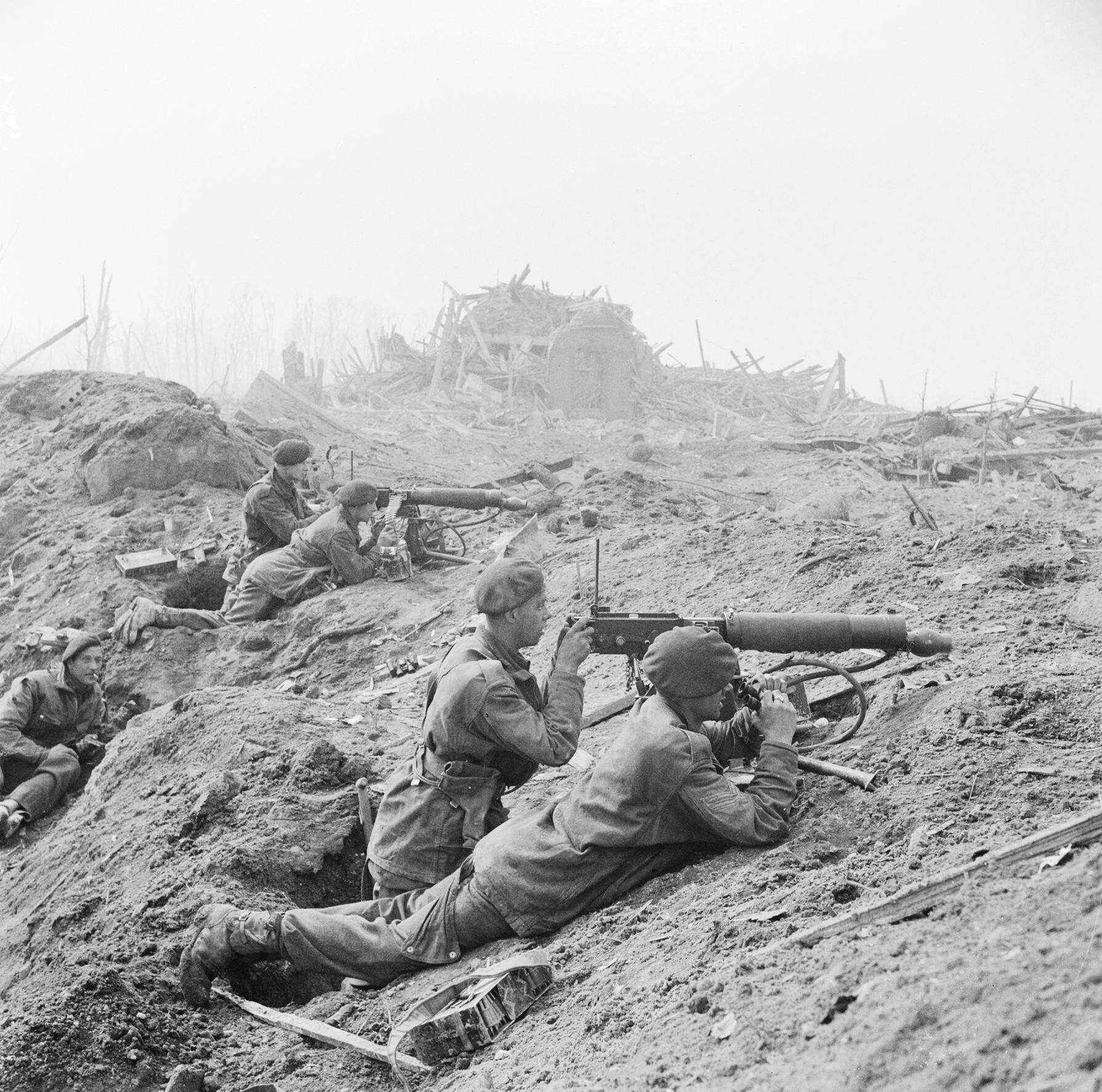
Командос з кулеметами «Віккерс» на околицях німецького міста Везель. 1945

6 червня 1944 з початком масштабного вторгнення союзних військ до континентальної Європи, 1-ша бригада спеціальної служби (No. 3, No. 4, No. 6 та No. 45 загони командос) висадилася в секторі «Квін Ред» на плацдармі «Сорд». No. 4 Commando, посилений 1-ю та 8-ю бойовими групами французьких командос зі складу No. 10, після висадки діяв на лівому фланзі сил вторгнення.
1-ша бригада спеціальної служби діяла разом з 3-ю британською піхотною дивізію й мала завдання — у взаємодії з повітряним десантом 6-ї повітряно-десантної дивізії, що приземлився вночі поблизу зони висадки, придушити осередки опору вермахту на північному фланзі плацдарму та захопити й утримати мости через річку Орн. Морський десант успішно дістався берегу, й командос не гаючи часу, відразу поринули у бій; швидко опанувавши невеличке прибережне місто Уїстреам, вони продовжили стрімке просування вперед до мостів, що знаходилися на відстані 16 км від міста. Прорвавшися до мосту «Пегас», бійці стали до бою з німецькими військами й утримували свої позиції, доки не надійшла команда відступити. Бригада вела бойові дії в Нормандії ще 10 тижнів; зазнавши втрату майже 1 000 своїх вояків, у тому числі власного командира бригадира лорда Ловата, котрий дістав 12 червня важке поранення у бою за Бревіль.
8-9 вересня 1944 року, після трьох місяців боїв у Франції, особовий склад бригади повернули до Британії, де її визначили на відновлення боєздатності. Незабаром загін No. 4 відправили знову на фронт, на заміну No. 46, чия чисельність у боях знизилась до 200 чоловіків.
У грудні 1944 року усі бригади спеціальної служби були перейменовані на бригади командос зі збереженням своїх номерів, отож частина стала зватися 1-ша бригада командос.

#### 1945
У січні 1945 року 1-ша бригада командос залучалася до проведення операції «Блеккок» — рейдові дії із зачищення від залишків німецьких військ у так званому «Рурському трикутнику»: Гайнсберг-Рурмонд-Сіттард. За проявлену мужність молодший капрал Генрі Гарден, військовослужбовець Королівського армійського медичного корпусу, що діяв разом з No. 45 Commando, був удостоєний хреста Вікторії.
У березні 1945 року 1-ша бригада командос брала найактивнішу участь у форсуванні річки Рейн — операції «Пландер». Ввечері 23 березня, після потужної вогневої підготовки форсування, 1-ша бригада у взаємодії з 15-ю шотландською та 51-ю високогірською дивізіями Великої Британії під покриттям ночі розпочали подолання могутньої річки. Командос висаджувалися на протилежний берег на відстані приблизно 3,2 км від Везеля й, скориставшись тим, що німці перекинули основні свої сили на утримання району біля мосту Людендорфу (Ремаген), захопленого військами американської 9-ї бронетанкової дивізії, поринули на захоплення міста Везель. Незабаром авіація Королівських ПС завдала потужного бомбо-штурмового удару по німецьких позиціях у місті, скинувши більше за 1 000 тонн авіабомб, і опівночі британці розпочали штурм Везеля. Бої тривали протягом двох діб, доки 25 березня 1945 вояки бригади остаточно не придушили нацистський опір й не опанували визначену ціль.
19 квітня 1945 року британські командос 1-ї бригади вийшли до Люнебурга і готувались до форсування річки Ельба та подальшому наступу на Нойштадт на півночі Німеччини. 4 травня бригадир Д. Майлз-Робертс прийняв від генерал-фельдмаршала Е. Мільха акт про капітуляцію німецьких військ у цьому регіоні.
У 1946 році 1-шу бригаду командос розформували.

## Командування

### Командири
- бригадир Лорд Ловат, С. Фрезер(1941 — 12 грудня 1944, поранений у бою);
- бригадир Д. Майлз-Робертс[en] (12 грудня 1944 — 1945);
- бригадир П. Янг[en] (1945 — 1946).

### Склад
| 1941-1945                              |
| -------------------------------------- |
| No. 3 Commando                         |
| No. 4 Commando                         |
| No. 6 Commando                         |
| No. 45 Commando                        |
| No. 10 Commando (іноземні добровольці) |